# Brain-sur-l'Authion
Brain-sur-l'Authion är en kommun i departementet Maine-et-Loire i regionen Pays de la Loire i nordvästra Frankrike. Kommunen ligger i kantonen Angers-Trélazé som tillhör arrondissementet Angers. År 2018 hade Brain-sur-l'Authion 3 350 invånare.

## Befolkningsutveckling
Antalet invånare i kommunen Brain-sur-l'Authion
| Referens: INSEE |